# Eucoptacra motuoensis
Eucoptacra motuoensis är en insektsart som beskrevs av Yin, X.-c. 1984. Eucoptacra motuoensis ingår i släktet Eucoptacra och familjen gräshoppor. Inga underarter finns listade i Catalogue of Life.